# Village People
Village People sind eine US-amerikanische Disco-Band, die sich in den späten 1970er Jahren formiert hat.
Markenzeichen der für eine schwule Zielgruppe gecasteten Band sind neben den eingängigen Melodien die Kostüme, durch welche die Bandmitglieder maskuline Stereotype verkörpern: der Polizist, der Indianer, der Bauarbeiter, der Rocker, der Cowboy und der Soldat. Themen, die mit männlicher Homosexualität assoziiert werden, sind – subtil eingewoben – in den Texten und Songtiteln zu finden. Ihre Hits (Y.M.C.A., In the Navy, Macho Man) werden bis heute oft gespielt und fungieren (auch unbemerkt) als Schnittstelle zwischen schwuler Kultur und Mainstream.

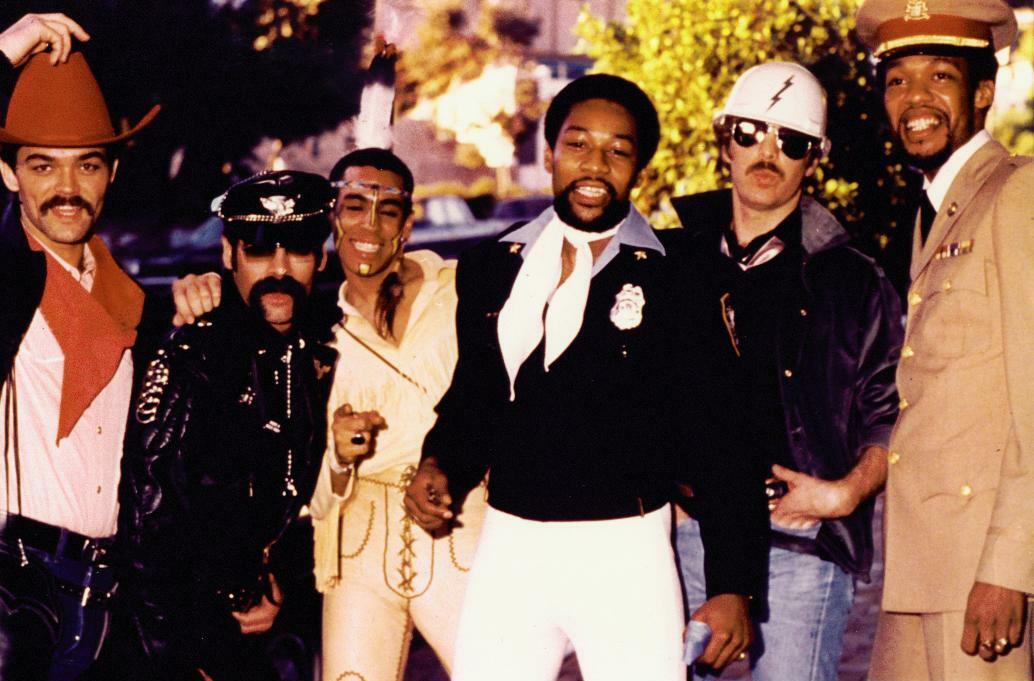
Village People (1978)

## Werdegang

### Gründung
Die Band wurde von dem französischen Produzenten-Duo Jacques Morali/Henri Belolo ins Leben gerufen.
Der Bandname der im Rahmen eines Castings gegründeten Gruppe nahm Bezug auf das von schwuler Subkultur stark geprägte Stadtviertel Greenwich Village an der West Side von Manhattan in New York City, das umgangssprachlich nur The Village (dt. ‚Das Dorf‘) genannt wird.
Es gibt zwei recht ähnliche Versionen darüber, was Auslöser der Bandgründung war. Die Version von Henri Belolo selbst: Die beiden Produzenten sahen in besagtem New Yorker Stadtteil den als Indianer verkleideten Felipe Rose die Straße hinuntergehen und folgten ihm in eine Gay-Bar, wo er bediente und tanzte. Als sie bemerkten, dass ein Cowboy Rose beim Tanzen zusah, kamen sie auf die Idee, eine Gruppe von fünf Männern zusammenzustellen, die durch eine Verkörperung unterschiedlicher Modelle von klassischer Männlichkeit ein schwules Publikum ansprechen sollten. Einer weiter verbreiteten Mainstream-Version der Bandgründung zufolge findet Jacques Morali Felipe Rose in seinem Indianerkostüm in einer Menge in New Yorks Greenwich Village tanzend. Roses Outfit bringt ihn auf die Idee, eine Gruppe von Village-Ikonen aus verschiedenen US-amerikanischen sozialen Gruppen zusammenzustellen.
Beim Schreiben der Songs für das erste Album dachte das Autoren- und Produzenten-Duo an Orte in den USA, die von schwulem Leben geprägt waren. So kamen sie auf Hollywood, San Francisco, Key West (auf dem 2. Album) und Fire Island. Fire Island ist eine kleine Insel bei Long Island, die für ihre „Tea dance parties“ am Sonntag um 17 Uhr berühmt war, wo die besten DJs auflegten.
Für das Komponieren gab es eine Arbeitsteilung: Morali war für die Melodien zuständig, Belolo hatte die Ideen für die Texte und schrieb sie in Französisch und/oder schlechtem Englisch. Am Anfang übertrug sie Victor Willis in US-amerikanisches Englisch, später holte man sich Unterstützung von einem Team von guten Textern wie Phil Hurtt und Boris Whitehead. Auch bei der Produzentenarbeit gab es eine grobe Teilung: Moralis war die meiste Zeit im Studio und Belolo kümmerte sich ums Geschäftliche.
Bei den Aufnahmen zum ersten Album Village People in der New Yorker Filiale der Sigma Sound Studios war nur Victor Willis (Original-Polizist) als Leadsänger dabei. Als Backgroundsänger wurden Profis engagiert. Indianer Felipe wurde zu den Aufnahmen als „Maskottchen“ eingeladen und kam auch auf die ersten Fotos für das Cover und eine Zeitungsanzeige.
Im Juni 1976, am Abend vor dem Treffen mit Neil Bogart von Casablanca Records (wo dann die meisten Aufnahmen erschienen) in Los Angeles, ließen sie einen DJ einen Titel spielen. Dieser wählte San Francisco aus, und in den ersten Sekunden schien es zuerst ein Reinfall zu werden, da das Publikum von der Tanzfläche ging. Als aber der Refrain einsetzte, kamen sehr viele Besucher wieder zurück. So konnten sie selbstbewusst die Verhandlungen antreten.
Das Album wurde ein Untergrund-Erfolg. Als 100.000 Stück verkauft waren, stellten die Produzenten eine reale Gruppe zusammen, warben Glenn Hughes (Biker), Alexander Briley (Soldat), David Hodo (Bauarbeiter) und Randy Jones (Cowboy) an und tourten durch die Clubs.
Als der DJ Franki Crocker (eine Legende in diesem Metier) im New Yorker Radiosender WBLS die Songs von Village People zu spielen begann, kam der Durchbruch.

### Musikalische Karriere

#### Macho Man
Das zweite Album Macho Man kam nur ungefähr zu den Top 20, aber der Titel Macho Man wurde von vielen Radiosendern gespielt und die Band wurde vom Underground-Tipp zur Mainstream-Band.

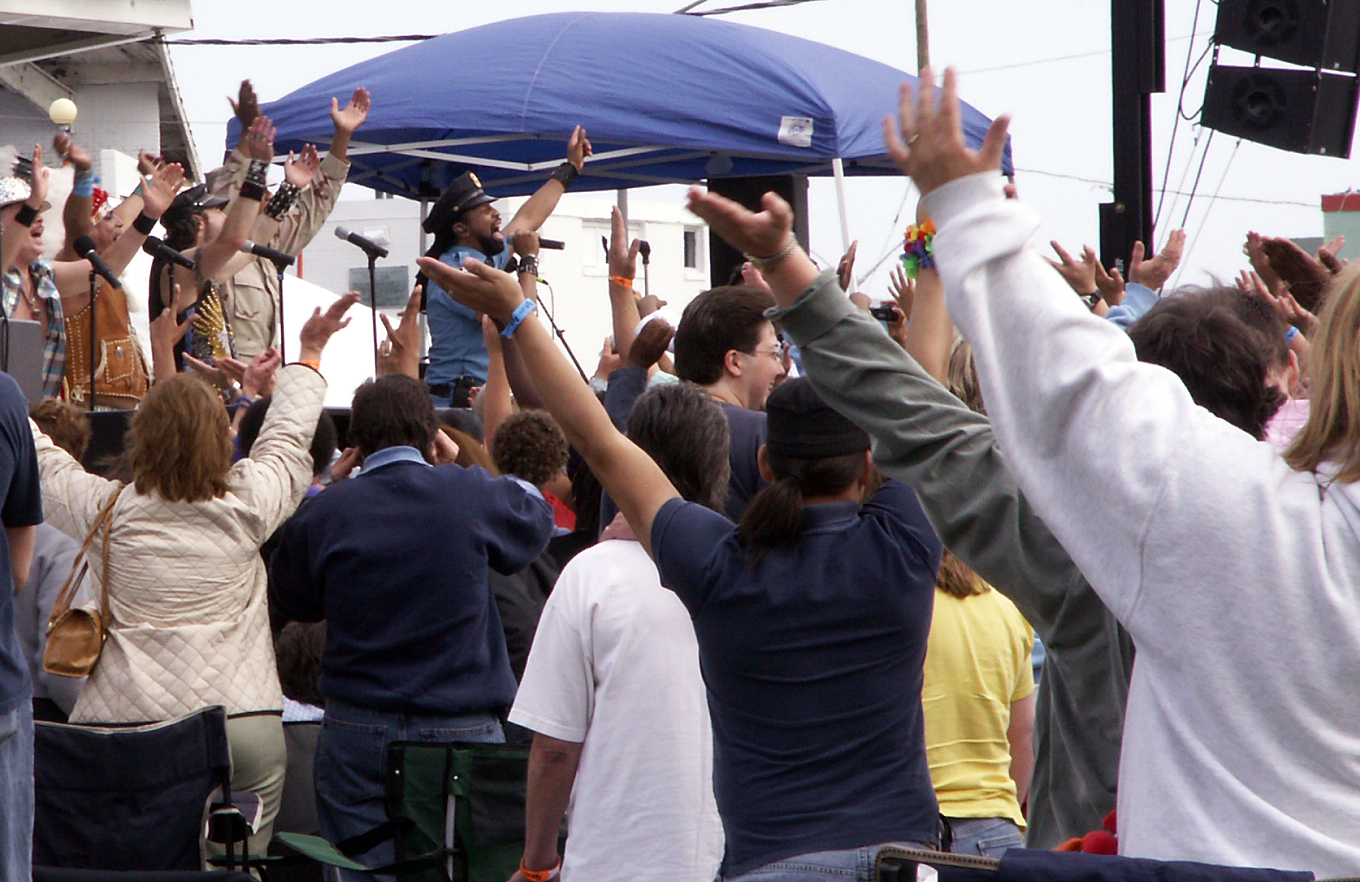
Unter reger Beteiligung des Publikums singen die Village People ihren Hit Y.M.C.A.

#### Cruisin’ mitY.M.C.A.
Als die Produzenten an den Liedern zum dritten Album arbeiteten, gingen die beiden eine Straße entlang; Henri sah das Schild YMCA und fragte, was das sei. Jacques antwortete, dass es ein Ort sei, wo viele Leute hingingen, wenn sie in der Stadt seien, dort gute Freunde finden würden und dann miteinander ausgingen. Henri meinte, darüber könnte man doch einen Song schreiben. So entstand Y.M.C.A. für das dritte Album Cruisin’. Das Musikarrangement dazu stammt von Horace Ott.
Die YMCA (Young Men’s Christian Association, dt. ‚CVJM, Christlicher Verein Junger Männer‘, seit 1985 in Deutschland Christlicher Verein junger Menschen, in den USA gibt es eine eigene YWCA (Young Women’s Christian Association)) war zur damaligen Zeit in den USA bekannt für ihre Familien-, Unterrichts- und Gesundheitsprogramme, Sommerlager, Sportzentren und die preisgünstigen Jugendherbergen, die in dem Lied erwähnt werden. Da es sich um einen Verein für Männer handelte, war er bei Schwulen durchaus beliebt. Daher lebt der Song bis heute von seiner Doppeldeutigkeit, da er sich vordergründig als Lobeshymne auf den Verein präsentiert, jedoch auch insbesondere Bezug auf die ihm angehörenden Schwulen und die Gemeinschaft unter ihnen nimmt.
Mit dem Song schaffte die Band den Durchbruch und der Song wurde weltweit in den Charts und in den Clubs Nummer-eins-Hit, bis auf die Billboard-Charts in den USA, wo sie nur auf dem zweiten Platz landeten, da Rod Stewart mit Do Ya Think I’m Sexy die Spitzenposition besetzte. Y.M.C.A. ist bis heute einer der kommerziell erfolgreichsten Popsongs der Musikgeschichte.
Eingedeutscht wurde der Titel von der Berliner Vokal-Gruppe Sunday (noch bevor Sänger Dieter Bohlen zu der Gruppe stieß) als CVJM (1978, bei Toledo, B-Seite: Bleib noch eine Nacht).
Das Album Cruisin’ bekam Platin und wurde weltweit fünf bis sechs Millionen Mal verkauft. Zum Lied erdachten Fans einen Tanz, bei dem die vier Buchstaben des Titels mit Armen und Beinen dargestellt werden.

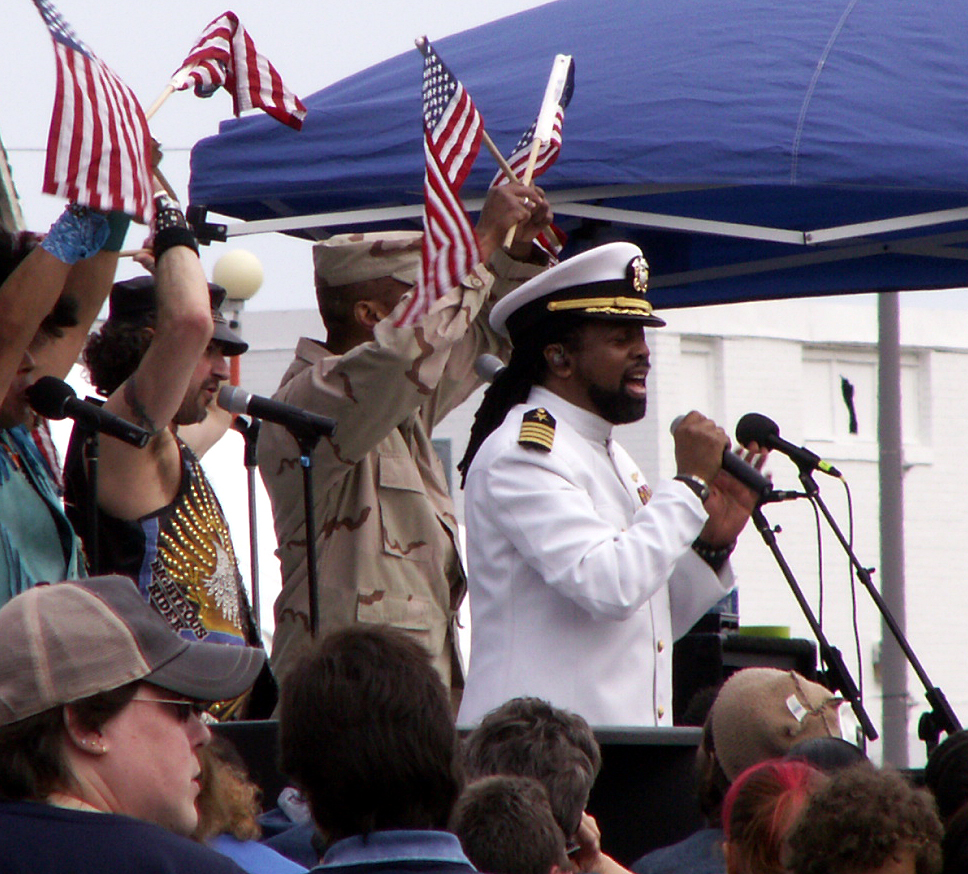
Village People bei In the Navy

#### Go West mitIn the Navy
Als Hauptsong für das vierte Album Go West war eigentlich der gleichnamige Songtitel gedacht. Die Vermutung war nicht so falsch, da der Titel 1993 in der Cover-Version von den Pet Shop Boys zum weltweiten Hit wurde.
Damals wurde die Single aber kaum angenommen, und so versuchte man es mit der Auskopplung von In the Navy. Dieser wurde dann von den Radiosendern gespielt. Zu diesem frühen Zeitpunkt wurden die Village People von der US-Navy kontaktiert, da diese den Song in einem Radio- und Fernsehwerbespot für die Rekrutierung neuer Soldaten verwenden wollte. Als Gegenleistung wurde kein Geld, sondern Unterstützung beim Drehen des Videoclips verlangt. Drei Wochen später drehte man in einem der größten Flottenstützpunkte der Welt, der San Diego Naval Base in Kalifornien, und bekam ein Kriegsschiff (die Reasoner, eine Fregatte der Knox-Klasse), fünf Flugzeuge (Phantom) und 200 bis 300 Soldaten zur Verfügung gestellt. Zwei Wochen nachdem der Videoclip und die Werbung zum ersten Mal ausgestrahlt wurden, titelte eine große New Yorker Tageszeitung: Die Navy verwendet Steuergelder, um eine Band mit einem Video zu unterstützen. Daraufhin stellte die Navy die Werbekampagne sofort ein. Die Medienaufmerksamkeit war aber eine gute Verkaufsförderung; In the Navy wurde ein großer Hit. Auf der großen Tour mit einer Big Band durch 52 Städte spielte man zweimal im ausverkauften Madison Square Garden in New York und einmal im ausverkauften Felt Forum in Los Angeles.
Die Gerüchte zu dieser Episode reichen von der Annahme, dass der Song im Auftrag der Navy geschrieben wurde, die sich nach einem Neumitgliederboom bei YMCA etwas Ähnliches wünschte, bis zur Annahme, dass die Werbung nicht verwendet wurde, nachdem die Navy merkte, dass der Song die gegen Homosexuelle gerichtete Politik der Navy aufs Korn nahm.
2007 brachten die Hot Banditoz eine spanische Cover-Version unter dem Titel A La Playa heraus. Zitiert wurde der Song 2013 im Lied Komm zur Marine von Mr. Hurley & die Pulveraffen.
In der 289. Ausgabe des Rolling Stone vom 19. April 1979 wurde über Disco berichtet und dazu waren Village People auf dem Cover abgebildet.

#### Can’t Stop the Music
Ende 1979 wurde Victor Willis durch Ray Simpson ersetzt. Nach Angaben einer englischen Musikzeitschrift sei Willis unzuverlässig und allürenhaft geworden. Allerdings habe man ihm eine Karriere als Solist als „Entschädigung“ versprochen. Ein Solo-Album von Victor Willis soll aufgenommen, dann aber nie veröffentlicht worden sein.
1980 kam der Film Supersound und flotte Sprüche (OT: Can’t Stop the Music) heraus, in dem eine erfundene Biografie der Village People erzählt wird. In diesem Werk treten auch zwei andere Schützlinge von Morali und Belolo auf, nämlich David London und The Ritchie Family. In den USA wurden der Film und das Album ein Reinfall, in Australien Nummer eins. Belolo meint, dass der Film zu spät, als Disco schon an Popularität verlor, veröffentlicht wurde. Andere kritisieren zusätzlich, dass er ein eindeutig heterosexuelles Bild der Band zeichnet, das keinen Raum für die üblichen Spekulationen lässt. Wie in Australien trat der Popularitätsverlust des Disco auch in Europa zwei Jahre später ein, und so wurde die Platte auch hier ein recht guter Erfolg.
Mit dem Ende der Disco-Ära kam auch das Ende von Neil Bogarts Casablanca Records. 1980 verkaufte er sein Label an PhonoGram (PolyGram Records, Philips & Siemens, heute Universal Music Group). Ab da erschienen die Platten der Village People auf anderen Labels. Neil Bogart starb am 8. Mai 1982 an Krebs und das Label wurde 1984 komplett geschlossen.

#### 1981–1983
Der Mainstreamgeschmack änderte sich von Disco zu New Wave. Deshalb ersetzte man die Kostüme durch einen neuen Look, welcher durch New Romantic inspiriert war, und brachte 1981 das Album Renaissance mit dem Song 5 O’clock In The Morning heraus. Die Band schaffte aber den Wandel nicht und das Album blieb kommerziell erfolglos.
Bei den beiden folgenden Alben (Fox on the Box 1982 bei RCA-Victor, In the Street 1983) wurde der Look wieder maskuliner.

#### Sex Over the Phone

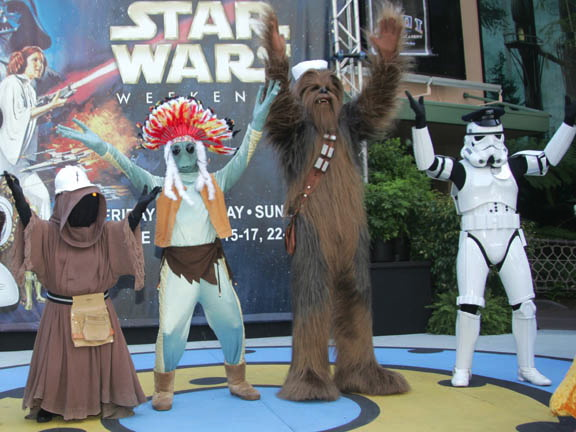
Figuren aus Star Wars tanzen mit dem Publikum Y.M.C.A. beim 3. Star-Wars-Wochenende 2007 in den Disney-MGM-Studios

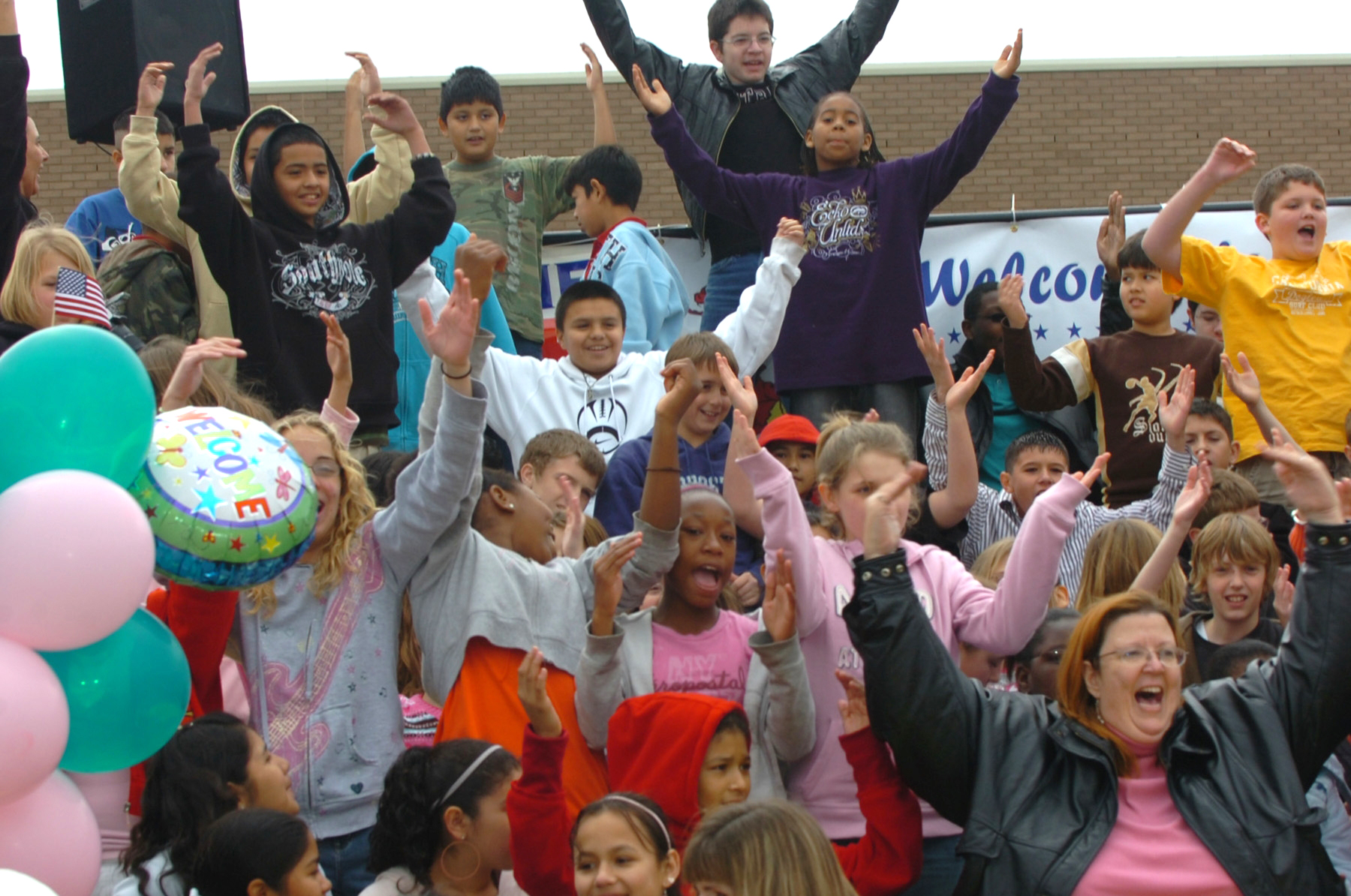
Schüler einer texanischen Highschool tanzen Y.M.C.A. zur Begrüßung aus dem Einsatz zurückkehrender Soldaten.

1985 wurden die Auswirkungen vom 1981 entdeckten AIDS immer sichtbarer und bedrohlicher. Mit Sex Over the Phone (bei Black Scorpio-CBS) griff erstmals ein Lied die Thematiken AIDS und Safer Sex auf. Es gelang ihnen damit sogar, in Deutschland wieder in die unteren Ränge der Charts zu kommen. Mitgeholfen hat möglicherweise auch, dass sie sich auf ihre Wurzeln besannen und wieder die sechs Stereotype darstellten. Dies war ihr letztes komplett neues Album, danach erschienen nur noch Best-of-Alben, zwei neue Singles und zahlreiche Remixes.
Morali war durch AIDS verängstigt und beschloss, wieder nach Paris zu gehen. Belolo schloss sich ihm an, und sie hörten auf, in den USA zu produzieren. Morali erkrankte dennoch an AIDS, wurde durch den absehbaren Tod verbittert und haderte mit dem Schicksal. Am 15. November 1991 verstarb er in Paris.

### Heute
1986 legten sie eine Pause ein, um sich vom Tourleben zu erholen, trennten sich und verfolgten ihre individuellen Karrieren. Bis dahin hatten sie insgesamt 65 Millionen Tonträger verkauft (1987 Dance Music Report).
Zwischen 1987 und 1989 (1988 ?) fanden sie sich erneut zusammen und gründeten die Sixuvus Ltd. („six of us“), die sie jetzt vertritt.
Die drei großen Hits (Y.M.C.A., In the Navy, Macho Man) der Village People sind bis heute populär, sodass sie bis jetzt immer wieder Auftritte absolvieren, manchmal auch im privaten Rahmen. Im Jahr sind sie 80–120 Tage gemeinsam unterwegs.
1990 landeten sie in Australien einen Überraschungserfolg mit der Single Living In The Wildlife.
Zur Fußball-Weltmeisterschaft 1994 nahmen sie zusammen mit der deutschen Nationalmannschaft die Titel Far Away in America und United We’ll Go auf. Die Single erreichte in Deutschland Platz 44.
1999 brachten die Pet Shop Boys New York City Boy (auf dem Album Nightlife und als Single) – gemäß deren Aussage als Hommage an die Village People – heraus. Er ahmt den klassischen Village-People- und Morali/Belolo-Discosound nach und wurde in Zusammenarbeit mit dem Remixer David Morales produziert.
Glenn Hughes, der erste Biker, starb am 4. März 2001 an Lungenkrebs. Auch wenn er nach 1995 nur bei dem 20-jährigen Jubiläum (1997?) auftrat, war er die Verkörperung der Village People für die Tausenden Fans, mit denen er in regem Mailkontakt stand.
Von 2004 bis April 2005 tourten sie als Vorgruppe bei Chers Farewell-Tour.
Vom 18. Juli bis zum 20. Juli 2004 traten sie als Opener bei drei Shows der Ärzte in der Berliner Wuhlheide auf.
Unter dem Namen The Amazing Veepers haben sie zwei neue Singles aufgenommen: Gunbalanya (5 verschiedene Mixes) und Loveship 2001 (vier verschiedene Mixes).
Im November 2020 wurde von den Inhabern der Urheberrechte an Village-People-Stücken angekündigt, Klage gegen die Verwendung des Songs Y.M.C.A. bei Donald Trumps Wahlkampfauftritten einzulegen.

## Bandmitglieder

### Felipe Rose (Indianer)
Felipe Rose ist wirklich indianischer Abstammung und arbeitete im Anvil, einer Gay-Bar im Greenwich Village, als er von Morali entdeckt wurde. Heute lebt er mit seinem langjährigen Lebensgefährten Charles Sadler in Richmond und führt ein Plattenlabel für Musik amerikanischer Ureinwohner, wofür er schon einige Preise bekommen hat. In der Band war er vor allem für die Choreographien maßgeblich verantwortlich.

### Victor Willis (Polizist, original)
Als Victor Willis für die erste Platte der Village People engagiert wurde, hatte er gerade ein Engagement im Musical The Wiz (of Oz, dt. Das zauberhafte Land) am Broadway. Er half Belolo, die ersten Songs in gutes amerikanisches Englisch zu fassen, und war auch Co-Autor bei Macho Man und In the Navy. 1978 heiratete er die Schauspielerin Phylicia Allen (heute Phylicia Rashad), die durch die Rolle der Claire Huxtable in der Bill-Cosby-Show bekannt wurde. Die Ehe hielt nur 2 Jahre. In der Band wurde er wegen seines Kokainkonsums 1979 ersetzt. 1997 wurde er wegen eines Raubüberfalls und Kokainbesitzes verhaftet.
Nach einer Gefängnisstrafe nahm er 2007 erfolgreich an einem Entzugsprogramm teil und heiratete 2007 erneut. 2011 verklagte er die Produzenten der Village People auf Tantiemen und machte geltend, dass er die Rechte an Y.M.C.A. und mehreren anderen Titeln halten würde. Außerdem bestritt er, dass die Texte einen homosexuellen Bezug hätten.

### Alexander Briley (Soldat)
Alexander Briley wurde am 12. April 1951 in Harlem, New York City geboren. Er wuchs in Harlem auf und lebte später in Mount Vernon. Briley studierte Gesang an der University of Hartford. Er spielte mit dem Jazzmusiker Bobbi Humphrey und trat in Broadway Shows wie Music Magic auf sowie im Drama A Lesson from Aloe von Althol Fugard. Er lebt gegenwärtig in Westchester, New York.

### Glenn M. Hughes (Biker, original)
Glenn M. Hughes wurde am 18. Juli 1950 geboren. Als er 1977 auf eine Anzeige von Morali antwortete, in der nach Sängern im Macho-Look mit Schnauzbart gesucht wurde, arbeitete er gerade als Kassierer an der Mautstelle vom Brooklyn-Battery Tunnel. Auf diese Begebenheit wird auch im Kinofilm Can’t Stop the Music Bezug genommen.
Seit Beginn der 90er Jahre arbeitete Hughes nebenbei kabarettistisch und verließ schließlich 1996 Village People, um sich ganz seinem erfolgreichen kabarettistischen Programm in New York City zu widmen. Nebenbei betreute er aber das Mailpostfach der Village People. Eines seiner liebsten Hobbys war es, mit seinem Custom-Bike, einer Harley-Davidson, durch die Straßen von New York City zu fahren. Glenn M. Hughes verstarb am 4. März 2001 im Alter von 50 Jahren in seiner Wohnung in Manhattan an Lungenkrebs. Auf eigenen Wunsch wurde er in seiner Lederkluft beerdigt. Er hinterlässt keine unmittelbaren Verwandten.

### Randy Jones (Cowboy, original)
Randy Jones wurde am 13. September 1952 in Raleigh, North Carolina geboren. Er besuchte die Enloe High School in Raleigh und graduierte in den 1970er Jahren. Gegenwärtig lebt er in New York City.

### David Hodo (Bauarbeiter, original)
David Hodo wurde am 7. Juli 1947 in Palo Alto, Kalifornien geboren. Er ist Gründungsmitglied der Band und tritt als Bauarbeiter auf.

### Ray Simpson (Polizist, aktuell)
Ray Simpson wurde am 15. Januar 1954 in New York City geboren und wuchs in der Bronx von New York City auf. Ray Simpson graduierte am City College of New York und absolvierte später eine erfolgreiche Solokarriere, bevor er Mitglied von Village People wurde. Er trat vor seiner Teilnahme bei den Village People mit Nick Ashford und Valerie Simpson auf. Ray Simpson ist mit Leslie Simpson verheiratet und hat mit ihr eine gemeinsame Tochter. Gegenwärtig lebt die Familie in Teaneck, New Jersey.

### Eric Anzalone (Biker, aktuell)
Eric Anzalone besuchte von 1988 bis 1990 die University of Miami in Coral Gables, Florida, an der er Theater studierte. Danach zog er nach Kalifornien und 1992 nach New Jersey. 1995 löste Anzalone Glenn Hughes als Biker in der Band ab.

### Jeff Olson (Cowboy, aktuell)
Jeff Olson wurde in New York City geboren und war Besitzer einer Bar in Los Angeles, bevor er 1980 Bandmitglied wurde. Er löste Randy Jones als Cowboy ab. Jeff Olson lebt in Connecticut.

## Diskussion um das Verhältnis der Band zu Homosexualität

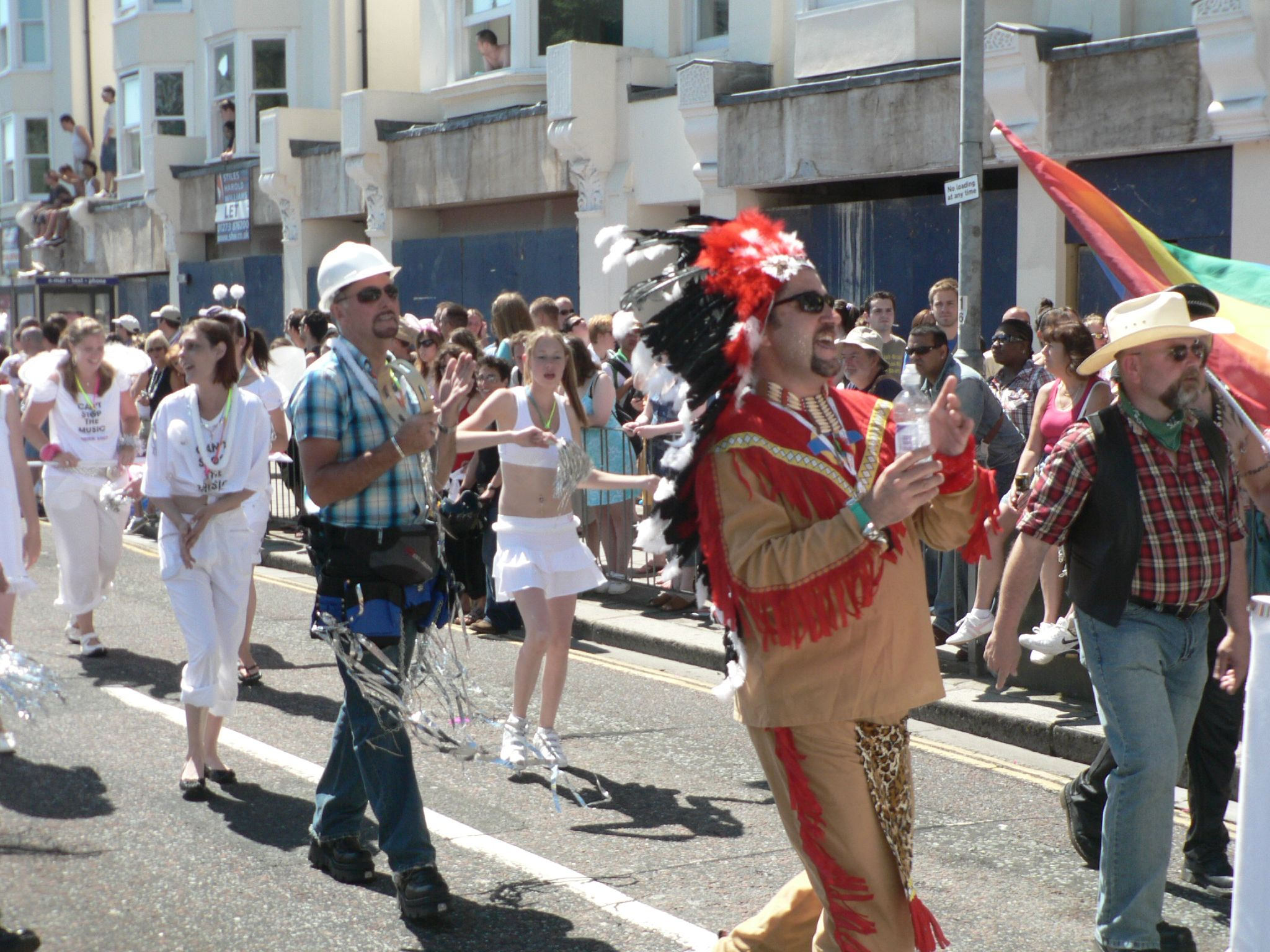
Männer in Kostümen der Village People beim Brighton Gay Pride 2007

Die Fragen „Warum sind die Village People bei vielen Schwulen besonders beliebt?“ und „Ist die Band ein Beispiel für die Verbindung der Themen Homosexualität und Kunst?“ werden bei keiner anderen Band schon so lange und so oft gestellt. Dies wurde auch von der Gruppe unterstützt. Für den großen Erfolg war es erforderlich, dass sie sich nie klar als Band mit schwulem Hintergrund identifizierten. Und manches änderte sich auch mit dem aufkommenden Erfolg im Mainstream.

„Obwohl sich die Gruppe nie selbst als schwul auswies, war ihre primäre Zielgruppe doch eindeutig ein schwules Publikum. Sie setzte die Interessen, die kodierte Sprache und die Ikonografie der schwulen Subkultur erfolgreich in eine Musik um, die in den Mainstream-Pop einfloss. Weil die Bedeutungen und Zweideutigkeiten der Texte und der mit der Gruppe verbundenen Kostüme dem allgemeinen Publikum weitgehend unbekannt waren, erfreute sich das schwule Publikum nicht nur der Musik um ihrer selbst willen, sondern genoss auch, dass ein Mainstream-Publikum, ohne es zu wissen, Werte und Bilder aus der Subkultur bejubelte.“

### Hintergründe
Schwule sind und vor allem waren es meist gewohnt, zwischen den Zeilen zu lesen, weil das Thema der schwulen Liebe in der Kunst selten offen angesprochen wurde, da sonst die Zensur eingeschritten wäre. Die Village People waren „schwul genug, um einen schwulen Markt anzusprechen, und subtil genug, um nicht den Mainstream zu kränken.“
Glad to be Gay von Tom Robinson wurde noch 1979 als offen schwules Lied von der BBC boykottiert. Sich erfolgreich über Konventionen hinwegzusetzen, gelang erstmals in Europa der englischen Band Bronski Beat im Jahre 1984 mit Smalltown Boy und Why auf ihrem Debütalbum Age of Consent. Die Single Smalltown Boy erreichte Platz 3 in den UK-Charts und Platz 48 in den US-Charts, Why Platz 6 in den UK-Charts.

### Die handelnden Personen
Die Frage, ob die Mitglieder der Band schwul sind, wurde lange Zeit weder positiv noch negativ beantwortet. Für die Band in ihrer Gesamtheit lässt sie sich auch heute nicht beantworten. Für den Status als Kult-Band der Gay-Community ist diese Frage allerdings nur von untergeordneter Bedeutung.
Am wichtigsten ist die Verbindung der eigentlichen Köpfe der Band – der Produzenten – zur Szene:
- Der Franzose Jacques Morali, Initiator des Projekts, zuständig für die Melodien, die Studioarbeit und so manches Liedkonzept, war schwul.

„Listen. Seriously you know, I want to tell you something. I am gay, you know, myself, so I am not the kind of person to joke about the statement. Because it’s my statement, you know? Knowing that the group is gay and that I’m really believing and trusting what I’m doing, it’s not a parody at all.“

- Henri Belolo stammte aus Casablanca im damaligen französischen Protektorat Marokko. Er war zuständig für die Textideen, den grundlegenden Textentwurf auf Französisch und/oder in schlechtem Englisch und für das Geschäftliche. Obwohl er heterosexuell war, zog er mit Morali zusammen durch die Clubs, hatte viele Freunde in der Community und sprach mit ihnen über ihre Vorlieben, ihren Lebensstil, ihre musikalischen Vorlieben, Träume und Fantasien, was auch in seine Texte einfloss.[7] Zu Beginn des ersten Albums war er jedoch noch nicht dabei.

Von einigen Bandmitgliedern ist unterdessen mehr über ihr Privatleben bekannt geworden.
- Die Originalmitglieder: Felipe Rose und Randy Jones leben schon viele Jahre mit ihren gleichgeschlechtlichen Partnern zusammen. Victor Willis, der auch für einige Textausarbeitungen verantwortlich ist, war zwei Jahre lang verheiratet. 2008 sagte er von sich, dass er das einzige heterosexuelle Bandmitglied war.[17] Glenn Hughes starb zwar unverheiratet und ohne Nachkommen, war aber dem Vernehmen nach heterosexuell. Von David Hodo und Alexander Briley ist nichts über feste Partner oder Affären bekannt.
- Spätere Mitglieder: Ray Simpson ist mit Leslie verheiratet und hat eine Tochter. Auch Eric Anzalone hat eine Tochter. Über Jeff Olson ist nichts über feste Partner bekannt.

### Maskuline Stereotype
Bis in die 1960er Jahre hinein waren in Amerika viele Schwulenbars in den Städten von effeminierten Schwulen geprägt. Selbst die unauffälligen Homosexuellen hatten ein Repertoire weiblicher Gesten, welche untereinander oft ironisch akzentuiert eingesetzt wurden. Bei Sexualkontakten wurde häufig zwischen „aktiver“ und „passiver“ Rolle unterschieden. Die Schwulenbars konkurrierten mit Travestie-Shows um die Gunst ihrer Besucher. Die Homophilenbewegung propagierte für die Straße totale Anpassung und Unauffälligkeit. Man verhielt sich so, wie es die Skripte der Mehrheitsgesellschaft vorgaben, eine Art selbsterfüllende Prophezeiung. Klarerweise darf dies nicht auf jeden Menschen generalisiert werden. Zusätzlich existierte schon ab dem Zweiten Weltkrieg eine kleine SM-Lederszene, erste Motorradclubs gab es ab den frühen 1950er Jahren und einzelne Bars ab Mitte der 1950er Jahre. Geballte Maskulinität gab es als Anschauungsobjekt in der damaligen „Pornographie“ ab den 1950er Jahren. Es handelte sich dabei um Bilder von athletischen Männern oder Bodybuildern in statischen Posen, den „physique pictures“. Dabei spielte auch der Cowboy immer wieder eine Rolle.
Durch die Sexuelle Revolution in den 1960ern und vor allem durch die Selbstbehauptung um Stonewall 1969 kam Gay Pride und dadurch mehr Freiheit auf – man kämpfte nun auch aktiv um sie und bat nicht nur um Toleranz. Zum Entsetzen der Homophilen wurde effiminiertes Verhalten außerhalb der Bars sichtbar. In den Schwulenvierteln herrschte Aufbruchstimmung, der Drang nach Freiheit. Die Szene vergrößerte sich auch schnell, wurde vielfältiger, die Lederszene wurde mehr integriert und man hinterfragte sein Selbstbild. Travestie-Shows verschwanden aus den Bars, man kümmerte sich nicht mehr groß um die Unterscheidung von „aktiv“ und „passiv“, sondern „alle machten alles“. (Ähnliches vollzog sich auch schon nach 1953/1955 in Amsterdam, als die Lokalpolitik der Polizei liberaler wurde und etwa zwei schwule Tanzlokale toleriert wurden.) Das Pendel schlug sogar stark in die entgegengesetzte Richtung aus. Es wurde ein aus historischer Sicht gesehen notwendiges Gegen-Klischee entlang der traditionellen gesellschaftlichen Vorgaben über Maskulinität aufgebaut, das nicht nur die alten Vorurteile der Gesellschaft, sondern auch die im eigenen Kopf endgültig zerstören sollte, und es entwickelte sich eine Hypermaskulinität gegenüber dem damaligen durchschnittlichen Männlichkeitsideal. (Erst nach beiden Extremen war es für die Masse möglich, die Entkopplung von Sexualverhalten und Geschlechtsrollenverhalten selbst zu vollziehen und es pendelte sich ab den 1980ern ein.) Zu dieser Zeit entstand der Castro-Clone mit oft dickem Schnurrbart und viele Bars verwendeten Western-Themen und -Namen. Es handelte sich dabei aber großteils um dieselben Leute wie früher.

### Entstehung
Ende der 1970er Jahre, als die Village People entstanden sind, war diese Erscheinung voll im Gang. Morali sah Rose mit Indianerkostüm und Glöckchen an den Füßen in der schwulen Bar namens Anvil („Amboss“). Eine Woche später sah er ihn wieder in der Diskothek namens 12 West in West Village, einem Teil von Greenwich Village. Rose tanzte in der Nähe eines Mannes, der wie ein Cowboy gekleidet war und einem anderen, der einen Bauhelm trug. „Und danach sagte ich zu mir selbst: ‚Weißt du, das ist fantastisch‘ – den Cowboy zu sehen, den Indianer, den Bauarbeiter mit den ganzen anderen Männern rundherum. Und ich dachte auch, dass schwule Menschen keine Gruppe haben, niemanden, der schwule Menschen personifiziert, weißt du? Und ich sagte zu Felipe: ‚Eines Tages werde ich dich brauchen.‘“ Noch ohne Gedanken an eine auftretende Gruppe begann Morali mit diesen Hintergedanken zu produzieren. „Ich hab nie gedacht, dass eine heterosexuelle Zielgruppe dies aufgreifen wird. Ich wollte etwas nur für den schwulen Markt machen.“ Dies ist auch an den ersten Liedern deutlich zu hören, wenn einem die Szene bekannt ist. Es wurden Sänger für die Aufnahme engagiert und Models für das Foto des Plattencovers. Das erste Cover (es gibt zwei verschiedene für die erste Platte) mit den engagierten Models wirkt, als stünde eine Gruppe Männer an einem warmen Abend vor einer schwulen Bar / Lederbar. Darunter die bisher angesprochenen Archetypen, aber auch Castro Clones, ein Lederkerl und auf der Rückseite sogar ein Mann im Smoking. Es war mit dem Indianer, einigen Weißen und einigen Schwarzen eine ethnisch gemischte Gruppe. Einfache Menschen, die man zu sehen bekommt, wenn man im (Greenwich) Village ausgeht. Und auch der später hinzugefügte Matrose und Kapitän entspricht diesem Bild.
Als über 200.000 Platten verkauft waren, begann man per Zeitungsanzeige in der Village Voice nach „Sängern und Tänzern, gutaussehend und mit Schnurrbart“ zu suchen. Nach einem glanzlosen ersten Auftritt in der Fernsehshow Soul Train, gruppierte Morali um und rekrutierte die endgültigen Gründungsmitglieder. Diese nahmen dann Macho Man auf und tourten durch die USA. 1978 verkaufte Morali seine Rechte an der Gruppe an Bill Aucoin, Manager der Gruppe Kiss, für eine Million US$, blieb aber weiter für die Musik verantwortlich und Produzent.

### Veränderung
„Ich denke nicht …, dass das Hetero-Publikum weiß, dass sie eine schwule Gruppe sind … Wie auch immer, die Village People schauen nicht wie Tunten aus, sondern wie Burschen. Und die Hetero-Jungs in Amerika erwarten, den Macho-Look zu bekommen.“ Und so blieb es auch großteils, trotz des Artikels im Herbst 1978 im Rolling Stone und gefördert durch die Gruppe. Hodo erzählt 1978, dass er bald damit anfing, das Ganze zu parodieren, da man damit so mehr Spaß hatte. Gegenüber Morali, Belolo und Willis nahm der Rest der Gruppe das Ganze mit Humor und Hodo erklärte dadurch einen Teil des Erfolges. „Wir machen uns selbst für so viele Interpretationen wie möglich verfügbar.“ Nach Rose (2008) steckte von der Gruppe keine subversive Absicht dahinter, sondern der Wille, arbeiten zu wollen und Geld zu verdienen. Nach Jones (2005) wurde dadurch ihre Musik verbreitet sowie subtil und subversiv – auf nicht offensive Weise – ihre „liberation message“ („Befreiungsbotschaft“). Die Gruppe realisierte, dass wenn sie erfolgreich werden wollen, auch im Merchandising mit Halloween-Kostümen und Jausendosen und wenn das Poster in Teenagerzeitschriften erscheinen soll und wenn Teenager die Poster aufhängen sollen, hat man keine dahingehende Frage direkt zu beantworten. Die Medien der Schwulenszene waren vor allem anfangs nicht glücklich darüber, da man ein positives Rollenbild zum Vorzeigen haben wollte, welches damals so gut wie nicht vorhanden war.
Die Stereotype aus der Schwulenszene wurden vermengt mit schon der Gesellschaft vertrauten und akzeptierten Stereotypen aus der Filmindustrie. Das Publikum, vor dem die Gruppe anfangs live auftrat, waren vor allem Schwarze, Latinos und Schwule. Mit der Tour wurde es eine große heterosexuelle Fangemeinde. Womit die Aussage „Wir starteten nicht als schwule Gruppe.“ auch ihre Berechtigung hat. Nach Hughes sahen die weiblichen Fans sie nicht als homosexuell, sondern als „six humpy guys“ („sechs attraktive Kerle“), und glaubt, dass die Frauen „auf den Sex abfahren, den wir verkaufen.“ Das Konzept der Gruppe sprach das aufkommende Konzept des Narzissmus gepaart mit psychologischer und körperlicher Gesundheit an, der Selbstakzeptanz ausstrahlte.
Mit der Zeit wurde der Inhalt der Lieder, den man als schwule Codes verstehen kann, weniger. Im Film Can't Stop the Music aus dem Jahre 1980 war oft eine vollbusige Blondine an der Seite der Gruppe, auch im rein Männern zur Verfügung stehenden YMCA. Sie war auch die erste Frau auf einem Plattencover der Gruppe. Nach ihrem New-Wave-Versuch 1981 saß auf dem nächsten Plattencover von Fox on the Box (1982) eine schwarze Schönheit am Mischpult eines Studios und wurde von den Jungs umschwärmt. Da die Gruppe unterschiedlich war und das Publikum sehr weitgestreut, hatte man etwas dagegen, zu öffentlich als „schwule Gruppe“ bezeichnet zu werden. Es konnte noch immer Leute abschrecken.
Während die anderen Bandmitglieder und Belolo seit irgendwann nach 2000 hie und da ein wenig aus vergangenen Zeiten und von Hintergründen erzählen, aber die sexuelle Orientierung der anderen Bandmitglieder großteils unbeachtet lassen, fällt Ex-Mitglied Willis dadurch auf, sich auf seiner Homepage als einzig Heterosexueller der originalen Village People zu rühmen. Über die ganzen Jahre hat er nach eigenen Angaben kein Interview gegeben, aber über die Publizistin Alice Wolf, die gleich hinzufügte, dass Willis nichts gegen Homosexualität habe, ließ er 2007 ausrichten, die von ihm geschriebenen Hits (ab der zweiten Platte) keinen schwulen Hintergrund hätten und er sei entsetzt gewesen über den schwulen Subtext, den sie nur durch die schwulen Assoziationen mit der Band bekommen hätten, habe gefürchtet, dass dies in einem Nischenmarkt enden würde. Deshalb habe er die Gruppe nach dem Rückzug des Werbevideos durch die US-Navy aus Frustration verlassen, was der bisherigen Darstellung über seinen Fortgang widerspricht. Als Textautor erhält er noch immer jährlich etwa 1 Million Dollar an Tantiemen. Zwei Wochen nach der Mitteilung sollte eine 30-Jahres-Show von Willis in Las Vegas stattfinden und eine Tour von ihm und ein Buch wurden für ein dreiviertel Jahr später angekündigt. Simpson sagt zum Buch, dass er seinem Kollegen alles Gute wünsche und es für jede Geschichte auch eine andere Geschichte gäbe.

### Liedtexte
Man kann sie mit „schwulen Ohren“ hören, aber man muss es nicht, sie sind allgemein genug. Da sich die Zeiten ändern und auch historisches Hintergrundwissen verloren geht, hier einige Erklärungen der vorkommenden Verbindungen:
- Das Debütalbum Village People (1977) hat nur 4 Lieder in Maxi-Länge (etwa 5 Minuten), jeweils zwei auf einer Seite. Die A-Seite behandelt schwules Leben der Westküste (San Francisco / Hollywood) und die B-Seite schwules Leben der Ostküste (Fire Island / [Greenwich] Village People). Hodo: „Our first album was possibly the gayest album ever.“[34] Die Texte kamen von Morali, Phil Hurtt und Peter Whitehead.
  - San Francisco (You've Got Me) ist eine Liebeserklärung an die Stadt. Mit Folsom-, Polk- und Castro-Street werden die drei wichtigsten Straßen der dortigen Schwulenszene beschrieben und mit Leder, „Schillernde der Nacht“ (Queens, männliche Prostituierte) und Jeans (Castro Clone) die dazugehörigen Besucher. Auch die Liberalität der Stadt wird besungen. Der zweite Teil des Liedes ist das Liebesspiel mit der Stadt, oder mit einem anderen Partner in der Stadt, je nach Auslegung.[36]
  - In Hollywood (Everybody Is A Star) handelt von jemandem, der alles verkauft, vielleicht noch Kredite aufnimmt, nach Hollywood zieht, seinen Namen ändert, sich seinen Traum verwirklicht ein Star zu werden – denn jeder in Hollywood ist ein Star – und vergisst was er einmal war. Ihm ist nur das teuerste gut genug, die New Yorker werden bald aufblicken, aber es ist mehr ein Spiel, eine Angeberei. Ob er wirklich jemals in Hollywood oder erfolgreich war, sei dahingestellt, wenn er sich selber anrufen muss. Es ist eine allgemeine Geschichte, aber auch in der Szene gut bekannt, besonders mit Namensänderung um möglichst unerkannt zu bleiben. West Hollywood erlebte in den Anfang der 1970er einen starken Zuzug von Schwulen.
  - Fire Island handelt von der kleinen Insel in der Nähe von New York, wo man ein „funky weekend“ verbrachte, es „die Sonne und das Meer“ gibt und „wo die Liebe frei ist“. Es werden die Clubs „Ice Palace“, „Monster“, „Blue Whale“, „Sandpiper“ und „Botel“ erwähnt, wo es von den „Tea dance partys“ um fünf Uhr nachmittags bis in die frühen Morgenstunden tanzte. Sie wurden zu einem großen Teil von Schwulen besucht, DJs liebten sie, weil das Publikum experimentierfreudiger war und man eher neue Dinge ausprobieren konnte und es wurde dort ein Teil der Disco-Geschichte geschrieben.[37][38][39] Auf der Insel gibt es auch Cruising-Gebiete. „Don't go in the bushes, someone might grab ya“ („Geh nicht in die Büsche, es könnte jemand nach dir grabschen.“) oder „someone might stab ya“ („jemand könnte dich ‚stechen‘“) sind die wohl eindeutigsten Zeilen in allen Village People Liedern.
  - Village People ist quasi eine Hymne der Zeit für die Bewohner („Village People“) und Aktivisten von Greenwich Village, die an der „Gay Liberation“ teilnahmen. „Nun ist die Zeit“, „dein Kampf ist meiner“, „lasst uns für die Rechte kämpfen, und dies während des Tages tun“ (nicht mehr in der Nacht verstecken), „deine Freiheit ist in Sicht“, „wir können nicht abgestritten werden, die Zeichen sind auf unserer Seite jetzt“, „wir sind jetzt eins und nehmen unseren Platz in der Sonne“ und „wir müssen frei sein“ sind recht eindeutig, besonders mit der Entstehungsgeschichte und der Namensherkunft der Band.
- Bei Macho Man (1978) haben schon Willis und Belolo mitgearbeitet. Es sind 5 Lieder in Maxi-Länge (4–6 Min.), zwei auf der A-Seite und drei auf der B-Seite, wobei eines auf der B-Seite ein Medley aus zwei Liedern ist.
  - Der Titelsong Macho Man behandelt das Thema Fitnessstudio und Training. Ein sehr allgemeines Thema – daher im Mainstream erfolgreich –, aber auch eine Hymne an die hypermaskuline schwule „Clone“-Generation, die Archetypen, welche die Gruppe darstellt. Relativ eindeutig ist die Zeile „Call him Mister Eagle, dig his chains.“ („Nenn ihn Mister Eagle, fahr auf seine Ketten ab.“) Eagle ist der Name oder Namensbestandteil einiger Lederbars rund um die Welt. In New York gab es beispielsweise von 1970 bis 2000 The Eagle's Nest.[40] Auch das Thema Freiheit ist wieder enthalten und wird im Folgelied fortgesetzt. „Jedermann sollte ein Macho sein. Um ein Leben in Freiheit leben, bezieht der Macho Stellung. Hab deine eigenen Lebensstile und Ideale. Zugang zum Band der Kompetenz erreichen, das ist die Kunst.“ Willis distanziert sich 2008 von einem schwulen Zusammenhang.[35]
  - Das Lied geht auf der LP nahtlos in I Am What I Am über. Dies ist ein Grundthema der Gay Liberation und wurde fünf Jahre später von Jerry Herman (I Am What I Am) noch treffender umgesetzt. Auch bei den Village People ist es eine Hymne so sein zu dürfen, wie man ist. Menschen haben ein Recht der zu sein, der sie sind, egal wen sie lieben oder welche Hautfarbe sie haben. Menschen haben das Recht auf einen freien Willen und Liebe ist keine Sünde. Menschen haben das Recht zu leben mit wem sie es wünschen, glücklich und „niemand hat das Recht meine Liebe für mich zu wählen. Ich bin frei geboren.“ „Ich habe nicht gewählt was ich bin. Ich sage ich bin was ich bin. Dies ist mein Lebensgefährte. […] Ich sage ich bin was ich bin. Bitte versuch es zu verstehen.“
  - In Key West sagt einer zu seiner Mutter, dass es ihm zu kalt ist und es ihn nach Key West in die Sonne zieht. Key West ist vor allem seit der Kubakrise ein Tourismusgebiet in das es viele exzentrische Leute und auch Schwule zieht. Key West ist für den Protagonisten der Schlüssel zum Glück, dort wird er Spaß haben. Die Freizeitnächte sind dort die besten, am Tag wird er in der Sonne liegend zubringen, die Nächte sich um die Ohren schlagen.
  - Das Medley Just A Gigolo / I Ain't Got Nobody wurde schon 1956 von Louis Prima aufgenommen. Mit der Erwähnung von sweet Mamma, also einer Sugar Mommy behandelt dieses Lied eindeutig ein heterosexuelles Thema. Das Medley besteht aus der englischen Version des Liedes Schöner Gigolo (Originalinterpret: Richard Tauber) und dem Lied I Ain't Got Nobody (Originalinterpretin: Marion Harris).
  - Die letzte Nummer Sodom And Gomorrah erzählt die Geschichte der beiden Städte und ist eine Mischung zwischen Disco und Gospel. Das Thema wird seit langem mit Homosexualität in Verbindung gebracht, wobei auch diskutiert wird, was die wirkliche Sünde von Sodom ist. Im Lied wird vor allem von Lust gesprochen und von den bösen/geilen Männern, welche sich um die Besucher in Lots Haus sammeln. Es ist keine Erklärung bekannt, aus welchen Gründen das Lied mit aufgenommen wurde, wo doch mit dem Hinweis auf diese Geschichte Homosexuelle mit dem Tode bestraft wurden um die eigene Stadt zu schützen.
- Der Name der dritten LP Cruisin'  kann generell mehrere Bedeutungen haben. Einmal kann es gewöhnliches, lockeres herumkreuzen mit einem Schiff oder auch Fahrzeug bedeuten, dann die Erweiterung zum Cruisen von meist Teenagern und das schwule Cruising, wobei im Englischen die verwendeten Worte meist dieselben sind. Letztere Bedeutung wurde zwei Jahre später einem größeren Publikum bekannt, als der Film Cruising herauskam.
  - Zum Lied Y.M.C.A. gibt es verschiedene Komponenten, die im Artikel behandelt werden. Das gesamte Lied ist vom Text her nicht schwul, allerdings kann der von Morali stammende Refrain so gelesen werden. Den Rest des Textes schrieb Willis nach Moralis Konzept. Auch hat das Lied einen schwulen Entstehungshintergrund und ist musikalisch eine Hymne wie teilweise Village People und vor allem I am what i am und die später folgenden Go West und Liberation.
  - Das Medley The Women / I'm a Cruiser thematisiert eindeutig heterosexuelles. I'm a Cruiser gibt es allerdings auch alleine. Dort kann man beispielsweise die Refrainzeilen „I'm a cruiser, cruising everything i see, / I'm a cruiser, do you look so good to mee“ („Ich bin ein Cruiser, (er)cruise alles was ich sehe, / Ich bin ein Cruiser, du schaust für mich so gut aus“) problemlos übertragen.
  - In My Roommate beschwert sich jemand über seinen Zimmergenossen, der ein Tanzverrückter ist, glaubt, er sei der größte Tänzer aller Zeiten, immer neue Schritte ausprobieren muss und in der Dusche leicht falsch singt. Der Erzähler kann dadurch nicht schlafen, sei es am Tag, zu Mittag oder in der Nacht, er klagt verrückt zu werden. Der Zimmergenosse bricht alle Regeln und als der Erzähler den Kasten aufmacht, um seine Jacke herauszunehmen findet er einen Zettel mit der Nachricht: „Ich bin in die Disco gegangen, ich habe deine beste Jacke genommen.“ Durch das ganze Lied zieht sich die immer vom Chor gesungene Zeile: „My roommate, my roommate“, die zwar etwas genervt, aber nicht sauer klingt, fast schon wie eine Hymne an den Zimmergenossen. Für Randy Jones ist es 2005 der schwulste Song der Village People.[13]
- Go West
  - Bei In the Navy gibt es nur den Zusammenhang, dass es wie YMCA ein reiner Männerverein ist. Willis distanzierte sich 2008 von einem schwulen Zusammenhang.[35]
  - Das Lied Go West handelt von einem liebenden Paar, welches von der Hektik im Osten genug hat, zusammen in den ruhigeren Westen aufbrechen und ein neues Leben beginnen will. Am neuen Ort gibt es Meer, Strand, Sonne im Winter und viel Freiraum. Den allgemeinen Slogan „Go West“ gibt es schon lange. Auf dem LP-Plattencover wird mit Hawaii-Hemden, Cocktails und einer Ananas indirekt suggeriert, dass es sich um Hawaii handeln könnte. Der Slogan „Go West“ hatte auch in der Schwulenszene schon über längere Zeit eine Bedeutung und ein Ziel: Kalifornien bzw. San Francisco. Als das Lied herauskam, war gerade der Höhepunkt einer „schwulen Flucht“ nach Kalifornien, die sogar Aktivisten in der Kleinstadt Clearfield (Utah) bekannt war und mit dem Lied in Verbindung gebracht wurde.[41] Willis streitet von seiner Seite jede schwulenthematische Intention ab.[35] Dies kann gut sein und es kann trotzdem einen schwulenthematischen Hintergrund haben, wenn Moralis der Initiator und Konzeptverfasser war. Die Pet Shop Boys haben in ihrer 1993 erschienenen Coverversion einige Kleinigkeiten verändert, die es offensichtlicher machen.
- Live And Sleazy enthält vor allem Live-Versionen bekannter Lieder und wenig Neues.
- Im Film Can't Stop the Music ist eine vollbusige Blondine immer dabei, auch im YMCA.
  - Liberation ist eine allgemeine Hymne für Freigeister, die für ihre Überzeugung einstehen und an Einfluss gewinnen. Sie ist 1:1 auf die Gay Liberation übertragbar.
- Das Album Sex Over the Phone aus dem Jahre 1985 hat als Grundthema Sexualität. Zum zeitlichen Rahmen: 1984 ergaben Untersuchungen in Afrika, dass Aids bei Frauen und Männern gleich häufig auftrat, unabhängig von Drogenkonsum und Bluttransfusionen. In der Allgemeinheit sprach man noch nicht viel darüber. Am 25. Juli 1985 gab Rock Hudson bekannt, an Aids erkrankt zu sein und am 2. Oktober 1985 starb er. 1985 wurde der erste Antikörpertest zugelassen und z. B. in Deutschland waren ab Oktober 1985 nur mehr getestete Präparate zugelassen. Es fand in diesem Jahr die erste Aids-Konferenz statt und in diesem Jahr sorgte auch ein erster Bericht über durch Blutkonserven angesteckte Bluter und dass 70 % ihrer Frauen infiziert waren zu einer erhöhten Aufmerksamkeit. Es kam Bewegung in die allgemeine Aids-Prävention. Es wurde viel diskutiert, davor vor allem in der Schwulenszene, besonders ab 1983, während die Allgemeinheit das Thema erst ab 1985 näher interessierte.
  - Es wurde auch über die Zukunft der Sexualität diskutiert. Sex Over the Phone, welches schon 1984 aufgenommen wurde, war dabei eine Möglichkeit von Safer Sex. Es gilt daher als erste Thematisierung von Safer Sex in der Musik und die ist völlig heterosexuell umgesetzt. Auch auf dem Single-Plattencover findet sich auf der Vorderseite eine Dame in Dessous und auf der Rückseite ein Mann mit freiem Oberkörper.

## Diskografie
Studioalben

| Jahr | Titel Musiklabel                 | Höchstplatzierung, Gesamtwochen, AuszeichnungChartplatzierungen (Jahr, Titel, Musiklabel, Platzierungen, Wochen, Auszeichnungen, Anmerkungen) | Höchstplatzierung, Gesamtwochen, AuszeichnungChartplatzierungen (Jahr, Titel, Musiklabel, Platzierungen, Wochen, Auszeichnungen, Anmerkungen) | Höchstplatzierung, Gesamtwochen, AuszeichnungChartplatzierungen (Jahr, Titel, Musiklabel, Platzierungen, Wochen, Auszeichnungen, Anmerkungen) | Höchstplatzierung, Gesamtwochen, AuszeichnungChartplatzierungen (Jahr, Titel, Musiklabel, Platzierungen, Wochen, Auszeichnungen, Anmerkungen) | Höchstplatzierung, Gesamtwochen, AuszeichnungChartplatzierungen (Jahr, Titel, Musiklabel, Platzierungen, Wochen, Auszeichnungen, Anmerkungen) | Höchstplatzierung, Gesamtwochen, AuszeichnungChartplatzierungen (Jahr, Titel, Musiklabel, Platzierungen, Wochen, Auszeichnungen, Anmerkungen) | Anmerkungen                                                    |
| Jahr | Titel Musiklabel                 | DE | AT | CH | UK | US | R&B | Anmerkungen                                                    |
| ---- | -------------------------------- | --- | --- | --- | --- | --- | --- | -------------------------------------------------------------- |
| 1977 | Village People Casablanca        | — | — | — | — | US54 Gold · (86 Wo.)US | R&B36 (8 Wo.)R&B | Erstveröffentlichung: 11. Juli 1977 Verkäufe: + 610.000        |
| 1978 | Macho Man Casablanca             | — | — | — | — | US24 Platin · (69 Wo.)US | R&B31 (32 Wo.)R&B | Erstveröffentlichung: 27. Februar 1978 Verkäufe: + 2.000.000   |
| 1978 | Cruisin’ Casablanca              | DE1 Gold · (23 Wo.)DE | AT1 (16 Wo.)AT | — | UK24 (9 Wo.)UK | US3 Platin · (45 Wo.)US | R&B5 (29 Wo.)R&B | Erstveröffentlichung: 25. September 1978 Verkäufe: + 4.030.000 |
| 1979 | Go West Casablanca               | DE14 Gold · (13 Wo.)DE | AT22 (8 Wo.)AT | — | UK14 Gold · (19 Wo.)UK | US8 Platin · (21 Wo.)US | R&B14 (12 Wo.)R&B | Erstveröffentlichung: 26. März 1979 Verkäufe: + 1.940.000      |
| 1979 | Live and Sleazy Casablanca       | — | — | — | — | US32 Gold · (20 Wo.)US | R&B57 (3 Wo.)R&B | Erstveröffentlichung: 20. September 1979 Verkäufe: + 2.000.000 |
| 1980 | Can’t Stop the Music Casablanca  | — | AT20 (2 Wo.)AT | — | UK9 (8 Wo.)UK | US47 (12 Wo.)US | — | Erstveröffentlichung: 20. Mai 1980 Verkäufe: + 135.000         |
| 1981 | Renaissance RCA                  | — | — | — | — | US138 (4 Wo.)US | — | Erstveröffentlichung: 25. Juni 1981                            |
| 1982 | Fox on the Box RCA               | — | — | — | — | — | — | Erstveröffentlichung: 1. Juli 1982                             |
| 1985 | Sex over the Phone Scorpio       | — | — | — | — | — | — | Erstveröffentlichung: 12. Juli 1985                            |
| 2018 | A Village People Christmas Ceres | — | — | — | — | — | — | Erstveröffentlichung: 27. November 2018                        |

grau schraffiert: keine Chartdaten aus diesem Jahr verfügbar

## Filmographie
- 1980: Supersound und flotte Sprüche (OT: Can’t Stop the Music) Regie: Nancy Walker, Drehbuch: Allan Carr und Bronte Woodard Hauptrollen: Village People, Steve Guttenberg, Valerie Perrine und Bruce Jenner (Eine erfundene Biographie der Village People)
Als Region-1-DVD (USA) unter dem OT erhältlich, seit 12/2007 auch als Region-2-DVD (Europa) mit deutscher Original-Synchro unter dem Titel „Can’t Stop the Music“ erhältlich

### Videoalben
- 1993: Village People – Best Of, (PAL-VHS), 73 Minuten, Videos & Live.
- 2002: The Best Of The Village People (PAL-DVD), 73 Minuten, Videos & Live.
- 2003: The Village People Collection, (PAL-DVD).
- 2003: Village People – Live in Japan (DVD), 68 Minuten (oder auch 2005)
- 2004: The Best (Golden Box) (+ Audio-CD) (PAL-DVD), Videos & Live, DSS 5.1/Digitally Remastered.

## Auszeichnungen

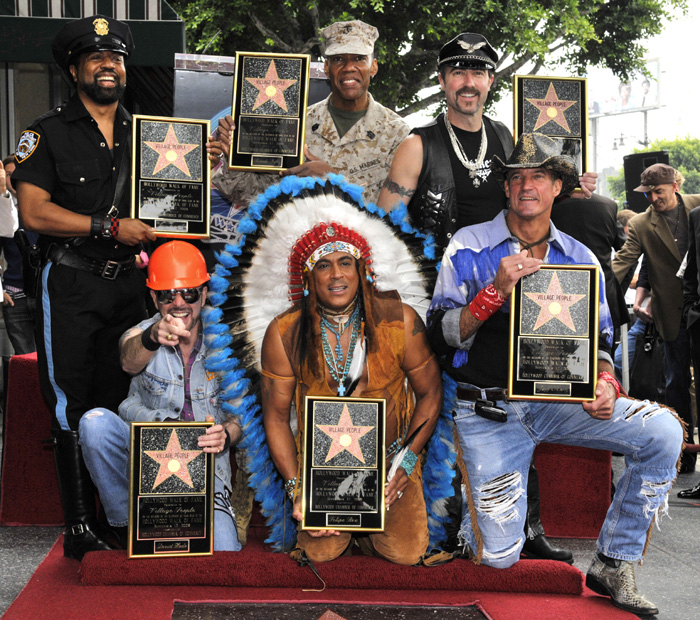
Die Village People erhalten ihren Stern am Walk of Fame

- 1979: American Music Award als Favorite Musical Group
- 1980: Golden Raspberry Award für Supersound und flotte Sprüche (OT: Can’t Stop the Music) (schlechtester Film und schlechtestes Drehbuch)
- 1981: Brazilian Award for Best Act
- 2005: nominiert für den Sonderpreis 25 Jahre Goldene Himbeere für Supersound und flotte Sprüche (OT: Can’t Stop the Music) (Schlechtestes Musical der ersten 25 Jahre)
- 2008: Stern am Hollywood Walk of Fame
- AGVA’s Georgie Award

### Allgemein
- Interview mit Henri Belolo, disco-disco.com, USA, 2000 (englisch)
- Interview mit Filipe Rose und Randy Jones, The Advocate, USA, 14. Mai 2002, bei findarticles.com (englisch) (Playing cowboy and Indian: out musicians Filipe Rose and Randy Jones look back on 25 years of the Village People – the Indian – the cowboy – The Music Issue – Interview)
- Interview mit Randy Jones, queermusicheritage.com, USA, Jänner 2005 (englisch)
- Interview mit David Hodo, Gay Times, London, Februar 1999 gefunden bei QUOTE UNQUOTE #167 von Rex Wockner (englisch)
- Michael Musto: La Dolce Musto, villagevoice.com, 18. Jänner 2005, (Randy Jones) (Memento vom 3. April 2008 im Internet Archive) (englisch)
- Village People, TV: E! True Hollywood Story, Oktober 2002, gefunden bei randyjonesworld.com (Memento vom 5. Februar 2003 im Internet Archive) (englisch)
- Outmusic Awards Recipients, Nominees and Honorees, outmusic.com, 2003 (Randy Jones) (englisch)
- Village People’s Cowboy ‘Marries?’, TheSakeOfArgument.com, 13. Mai 2004 (Memento vom 11. November 2006 im Internet Archive) (englisch)
- Glenn R. Hughes, 1950–2001, obituary.com (Memento vom 1. November 2006 im Internet Archive) (englisch)
- Franky’s Vinyl Museum presents Renaissance, franklarosa.com, November 2004 (englisch)
- Hank Stuever: Celebrity Artifact Felipe Rose, Village Person and Lakota, Donates ‚Y.M.C.A.‘ Record to the Indian Museum, Washington Post (S. C01), 13. Jänner 2005 (englisch)
- Hit Story – 01.02. – Village People – Y.M.C.A., markcarey.com (Memento vom 4. Dezember 2007 im Internet Archive)
- „CVJM“ von der Gruppe „Sunday“, schwulencity.de
- Studio 54, disco-disco.com (englisch)
- The Village People, Rotten.com (englisch)
- Cosby {Cosby}, Sitcom, USA (1996), TV-Serien-Infos, (Phylicia Rashad & Victor Willis) (Memento vom 28. Mai 2012 im Internet Archive)
- The Village People, classicbands.com, 2006 (englisch)
- The history of the Village People, 2005 (Memento vom 18. April 2009 im Internet Archive) (englisch)

### Village People, vor allem heute
- Whatever Happened To: Victor Edward Willis?, WEHT.net, 18. Juli 2005 (englisch)

Dance Street Records in Germany hatte mit David Hodo im Jahr 2004 noch eine neue Single produziert (My Sweet Lord) und mit Randy Jones von 2007 bis 2008 gleich 3 neue Singles (Your Disco Needs You, New York City Boy und If I Can´t Have You), die allesamt von ZYX Music vertrieben wurden und auch auf zahlreichen Compilations zu finden sind.

### Casablanca Records
- Steffen Spranger: The Casablanca Records Story, hotdiscomix.de (Memento vom 3. Januar 2008 im Internet Archive)
- The History Of Casablanca Records & Filmworks auf kissfaq.com (englisch) mit Listen fast aller Veröffentlichungen
- Village People bei Discogs